# 埃尔马斯罗伊格
埃尔马斯罗伊格，是西班牙加泰罗尼亚塔拉戈纳省的一个市镇。总面积16平方公里，总人口519人（2001年），人口密度32人/平方公里。